# Tempête tropicale Marco (2008)
Pour les articles homonymes, voir Cyclone tropical Marco.
La tempête tropicale Marco est le 13e phénomène tropicale de l'Atlantique nord pour la saison 2008. Né d'une zone pluvieuse sur la péninsule du Yucatan, il se développe très rapidement avant de toucher les côtes mexicaines entre Veracruz et Tuxpan. Le rayon des vents de force de tempête autour de Marco n'était que de 18,5 km, l'un des plus faibles, sinon le plus faible, jamais rapporté. La tempête n'aura été à l'origine que de dégâts mineurs.

## Évolution météorologique
Marco s'est formé à partir d'une large zone de basse pression qui avait persisté au nord-ouest de la mer des Caraïbes et de la péninsule du Yucatan pendant plusieurs jours à la fin du mois de septembre. Le 4 octobre, lorsqu'une onde tropicale a atteint le sud-ouest de la mer des Caraïbes, une petite circulation avec un centre mieux défini s,est développé près du Belize. La zone de basse pression s'est ensuite déplacée vers l'intérieur des terres du Yucatan, entravant temporairement son développement. Alors que la dépression s'approchait de la baie de Campêche, la convection a augmenté et on estime qu'une dépression tropicale s'est formée vers 0 h UTC le 6 octobre, lorsque le système était centré sur la lagune de Terminos dans l'État de Campeche.
La dépression s'est déplacée vers l'ouest et est entrée dans la baie de Campêche proprement dite plusieurs heures plus tard. Le cyclone, dont les nuages convectifs ne mesuraient pas plus de 75 milles marins (139 km) de diamètre, a rapidement développé et renforcé des bandes de précipitations pour devenir une tempête tropicale à 12 h UTC à environ 100 km au nord-est de Coatzacoalcos, Mexique. Avec un flux anticyclonique favorable en altitude, Marco a continué à se renforcer en se déplaçant vers l'ouest-nord-ouest sur la baie et a atteint son intensité maximale de 100 km/h à 0 h UTC le 7 octobre alors qu'il était d'environ 120 km/h à l'est-nord-est de Veracruz.
Marco a ensuite tourné vers l'ouest avec peu de changement apparent d'intensité, touchant terre à l'est de Misantla entre Tuxpan et Veracruz, à 12 h UTC le même jour. La circulation s'est rapidement affaiblie après cela et s'est dissipée peu après 18 h UTC.

## Impact
Les effets de Marco furent relativement mineurs. Il y a eu un reportage dans les médias sur les rivières débordant de leurs rives et des inondations dans certaines zones côtières. Il n'y a pas eu de rapports de victimes associé à Marco. Les pluies de Marco ont aggravé la situation dans une zone souffraient déjà de graves inondations. Les fonctionnaires de Veracruz, dans leur rapport après la tempête ont signalé que deux rivières, le Quilate et le Tenoch, ont débordé leurs rives. Une de ces rivières a inondé des parties des villes de Minatitlan et Hidalgotitlan de 3 mètres d'eau.

## Statistiques
D'après les avions de reconnaissance envoyés par l'armée Américaine, les vents de force tempête (supérieurs à 34 nœuds) ne devaient pas s'étendre au-delà de 18,5 km du centre, ce qui en ferait donc la plus petite tempête tropicale du monde. Il faut cependant noter que les statistiques précises de taille pour les phénomènes cycloniques ne sont prises en compte dans les bulletins du National Hurricane Center que depuis 2004 et ne sont relevés approximativement que depuis 1988.